# Zoe Ballantyne
Zoe Ballantyne (* 28. März 1992 in Takapuna) ist eine ehemalige neuseeländische Leichtathletin, die im Sprint und im Hürdenlauf an den Start ging. 2012 wurde sie Ozeanienmeisterin im 200-Meter-Lauf sowie über 100 m Hürden und 400 m Hürden.

## Sportliche Laufbahn
Erste internationale Erfahrungen sammelte Zoe Ballantyne im Jahr 2012, als sie bei den Juniorenozeanienmeisterschaften in Cairns in 14,83 s die Goldmedaille im 100-Meter-Hürdenlauf gewann und über 400 m Hürden in 65,77 s die Silbermedaille gewann. 2012 siegte sie bei den Ozeanienmeisterschaften ebendort in 24,97 s im 200-Meter-Lauf und sicherte sich über 100 Meter in 12,46 s die Silbermedaille hinter ihrer Landsfrau Larissa Dyke. Zudem siegte sie in 14,51 s über 100 m Hürden sowie in 61,63 s auch im 400-Meter-Hürdenlauf. Des Weiteren gewann sie mit der neuseeländischen 4-mal-400-Meter-Staffel in 4:00,71 min die Silbermedaille hinter dem Team aus Fidschi. 2014 verpasste sie bei den Commonwealth Games in Glasgow mit der Staffel mit 3:34,62 min den Finaleinzug und 2016 beendete sie ihre aktive sportliche Karriere im Alter von 24 Jahren.
In den Jahren von 2011 bis 2014 wurde Ballantyne neuseeländische Meisterin im 400-Meter-Hürdenlauf sowie 2013 auch in der 4-mal-100- und 4-mal-400-Meter-Staffel.

## Persönliche Bestzeiten
- 100 Meter: 12,21 s (+0,6 m/s), 26. Februar 2011 in Auckland
- 200 Meter: 24,81 s (+1,5 m/s), 22. Februar 2014 in Auckland
- 100 m Hürden: 14,51 s (0,0 m/s), 28. Juni 2012 in Cairns
- 400 m Hürden: 57,90 s, 21. März 2014 in Auckland